# Georg Peter Weygoldt
Georg Peter Weygoldt (* 18. August 1844 in Lützelsachsen; † 16. Dezember 1907 in Heidelberg) war ein deutscher Pädagoge, Generalreferent im Oberschulrat Karlsruhe und Abgeordneter im badischen Landtag. 

## Leben
Weygoldt ging bis zur Konfirmation in die Dorfschule in Lützelsachsen, von 1861 bis 1863 besuchte er das Lehrerseminar in Karlsruhe. Er bereitete sich als Autodidakt auf die Reifeprüfung vor, die er im Herbst 1866 bestand. Von 1866 bis 1870 studierte er in Heidelberg Philologie und Theologie und promovierte 1872 an der Universität Jena zum Dr. phil. Ab 1872 war er Leiter der höheren Bürgerschule in Weinheim und von 1875 bis 1894 Kreisschulrat in Lörrach bzw. Stadtschulrat in Karlsruhe. Von 1894 bis zu seinem Tode war er für das Volksschulwesen im Land Baden verantwortlich. Er starb an einem Gallenleiden am 16. Dezember 1907.

## Politik
Ab Oktober 1889 bis 1907 war Weygoldt Abgeordneter der Nationalliberalen Partei für den Wahlkreis XI (Schopfheim/Säckingen) der Zweiten Kammer der badischen Ständeversammlung. Dieser Wahlkreis XI setzte sich zum großen Teil aus den Gebieten seines früheren Kreischulbezirks Lörrach zusammen.

## Wirken
Weygoldt setzte sich für eine Verbesserung der Volksschule und der Lehrerbesoldung ein. So wurde erreicht, dass der Klassenteiler von 100 auf 70 Schüler gesenkt wurde, mehr als 900 Lehrer und verstärkt weibliche Lehrkräfte eingestellt wurden, die Unterrichtszeit für die Schüler vermehrt wurde und die Lehrergehälter entsprechend  der Vorbildung der Volksschullehrer deutlich erhöht wurden.  
Weygoldt erstellte mit Unterstützung einiger Kreisschulräte und einiger seiner Mitarbeiter aus dem Oberschulrat für alle Volksschulen in Baden Unterrichtspläne, um die Qualität des Unterrichts zu steigern. Dadurch bekamen die Volksschüler einen anschaulicheren und fesselnderen Unterricht als dies bisher üblich war. 
Weygoldt trat auch für eine bessere Berufsschule, damals Fortbildungsschule genannt, ein. In einem Bericht an den Landtag forderte er statt eines geringen Unterrichts einer allgemeinen Fortbildungsschule die obligatorische Berufsschulpflicht mit mindestens sechs Wochenstunden für die Schüler der gewerblichen und kaufmännischen Fortbildungsschulen. Dieser Berufsschulpflicht stimmte die Zweite Kammer der badischen Ständeversammlung am 30. Juni 1898 zu. Der Forderung Weygoldts, diese Berufsschulpflicht auf die Mädchen auszudehnen, stimmte die Zweite Kammer der badischen Ständeversammlung im Jahr 1902 ebenso zu. 
Auch für die beruflichen Fortbildungsschulen schuf Weygoldt Unterrichtspläne, die auf einem von ihm verfassten amtlichen Lesebuch basierten, das Beiträge für die beruflichen Bereiche und die Bürgerkunde vorsah.  

## Ehrungen
Am 16. Juli 1902 verlieh ihm der Großherzog Friedrich I. von Baden wegen seiner Verdienste den Titel „Geheimer Hofrat“.